# Megachile semivestita
Megachile semivestita är en biart som först beskrevs av Smith 1853.  Megachile semivestita ingår i släktet tapetserarbin, och familjen buksamlarbin. Inga underarter finns listade i Catalogue of Life.